# Belanda Hitam

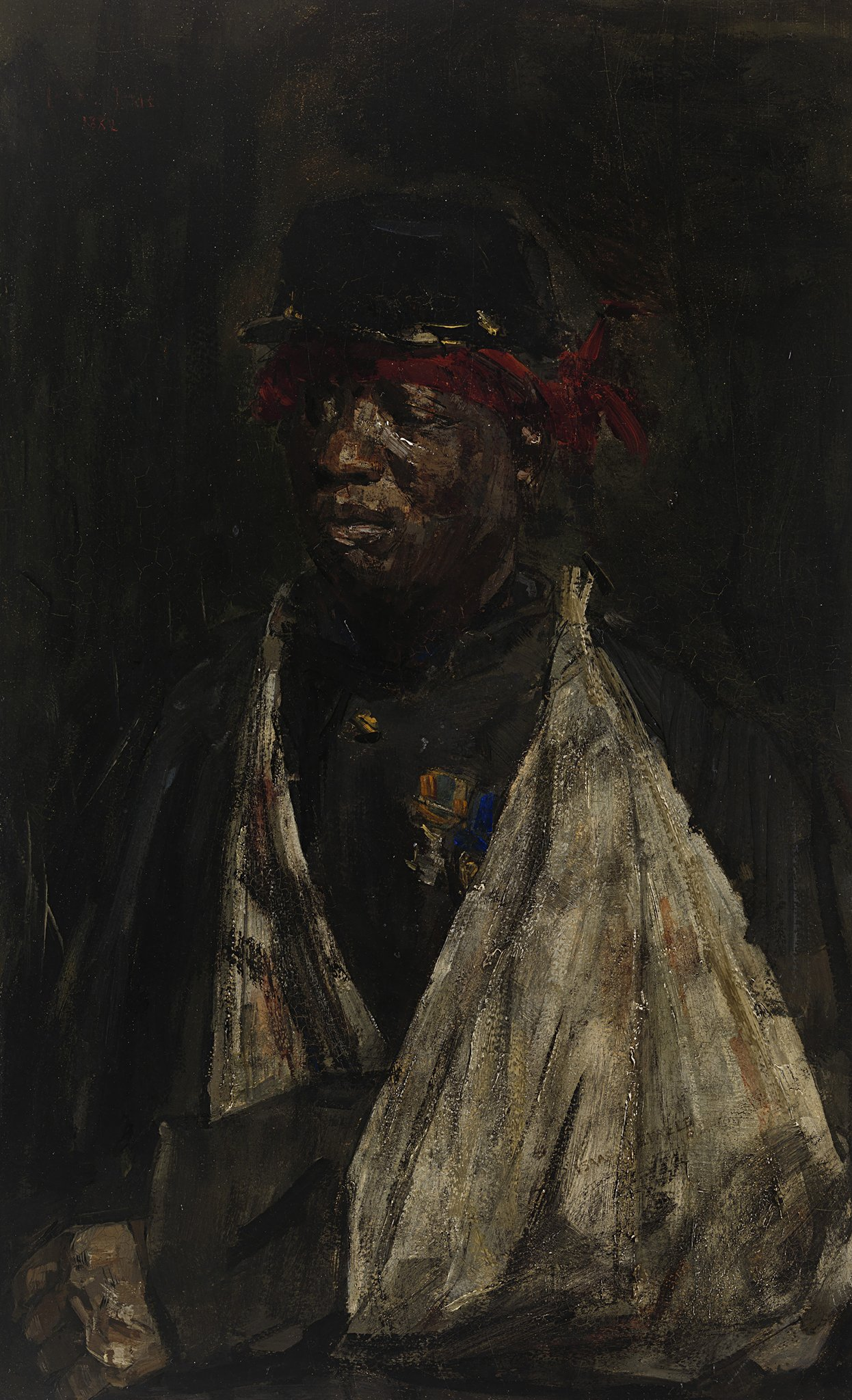
Isaac Israëls, Ritratto del soldato ferito Kees Pop

Belanda Hitam (in indonesiano "olandesi neri", conosciuti in giavanese come Landa (Walanda) Ireng)  sono stati un gruppo di africani (principalmente Ashanti e di altre popolazioni Akan) reclutate dal Reale esercito delle Indie orientali olandesi durante il periodo coloniale. 
Tra il 1831 e il 1872, oltre tremila africani furono reclutati dalla Costa d'Oro olandese per servire come truppe coloniali nelle Indie orientali olandesi. Il reclutamento fu una misura di emergenza dovuta al fatto che l'esercito olandese aveva perso migliaia di soldati europei e un numero molto maggiore di soldati nativi nella guerra di Giava contro il principe Diponegoro.

## Storia
Dopo l'indipendenza del Belgio nel 1830, la popolazione dei Paesi Bassi si vide considerevolmente ridotta, rendendo più difficile la sostituzione delle perdite nei combattimenti coloniali. Inoltre, gli olandesi volevano che il numero di soldati reclutati localmente nell'esercito delle Indie orientali fosse limitato a circa la metà della forza totale, per garantire la lealtà delle forze native. Si sperava anche che i soldati Akan sarebbero stati più resistenti al clima e alle malattie tropicali delle Indie orientali olandesi rispetto ai soldati olandesi. 
I soldati della Costa d'oro furono reclutati per la prima volta a Elmina. Dei 150 che furono arruolati, 44 erano discendenti di famiglie euro-africane della città. Essi furono impiegati nel 1832 nel sud di Sumatra. Gli africani occidentali si dimostrarono meno resistenti al clima di quanto si fosse sperato, ma il loro fisico e il loro aspetto come soldati impressionarono la popolazione di Sumatra. Nel 1836 un ulteriore gruppo di 88 soldati Akan arrivò nelle Indie orientali olandesi, dopodiché il governo olandese decise di assumere soldati dalla popolazione Ashanti. 
Nell'autunno del 1836 il generale maggiore Jan Verveer intraprese una missione presso il re di Ashanti. Dopo essere arrivato a Elmina, il primo novembre 1836 partì con un seguito di circa 900 persone (la maggioranza delle quali facchini che trasportavano provviste e doni) verso la capitale del regno, Comassie (Kumasi). Dopo lunghe trattative, fu concluso un accordo con il re Kwaku Dua. A Kumasi, Jacob Huydecoper, un funzionario del governo olandese di Elmina di origine mista olandese-africana, istituì un centro di reclutamento. Kwaku Dua inviò a Verveer nei Paesi Bassi per l'addestramento anche due principi, Kwasi Boachi e Kwame Poku Boachi. Le loro carriere sono state descritte da Arthur Japin nel romanzo del 1997 The Two Hearts of Kwasi Boachi. 
Poiché gli inglesi avevano abolito la schiavitù, fu adottato un approccio cauto al reclutamento. Il re Ashanti offrì schiavi e prigionieri di guerra dalle regioni circostanti per il servizio coloniale olandese che però, a livello formale, si presentarono come reclute volontarie. Come personale di servizio militare olandese avevano diritto a ricevere una retribuzione. Le obiezioni britanniche portarono però nel 1842 alla sospensione di questo reclutamento e del suo relativo successo. Gli arruolamenti ripresero, questa volta su base strettamente volontaria, nel 1855, grazie all'esperienza positiva dei soldati dell'Africa occidentale nelle Indie orientali olandesi.

## Fine del reclutamento africano
Un totale di diverse migliaia di soldati africani "con nome olandese" furono spediti nelle Indie orientali olandesi. Il trattato di Sumatra del 1871 conferì agli inglesi i possedimenti olandesi sulla Costa d'Oro, e ciò pose fine al reclutamento di africani per l'Esercito reale olandese delle Indie orientali. L'ultima nave con reclute africane partì per Giava il 20 aprile 1872.  
Vi furono tuttavia altri due tentativi di reclutare volontari neri per l'esercito coloniale. Tra il 1876 e il 1879 furono assunte trenta reclute afroamericane. Nel 1890 si tentò di ottenere reclute dalla Liberia: un totale di 189 liberiani andarono a Giava, ma il gruppo fu quasi del tutto insoddisfatto delle promesse non mantenute e tornò in Liberia nel 1892. Anche senza il reclutamento di soldati africani, l'Esercito olandese aveva ancora soldati di origine africana nel suo esercito molto dopo il 1890, africani e indo-africani discendenti dagli africani che gli olandesi spedirono dalla Costa d'Oro olandese tra il 1830 e il 1872.